# Alice Wilson
Alice Evelyn Wilson (26 de agosto de 1881-15 de abril de 1964) fue la primera geóloga y paleontóloga
canadiense. Como pionera en una profesión dominada por hombres enfrentó muchos desafíos, pero sus estudios científicos sobre las rocas y los fósiles de la región de Ottawa entre 1913 y 1963 siguen considerándose una respetable fuente de conocimiento.

## Biografía
Mientras crecía en Cobourg, Ontario, Wilson estuvo rodeada de paseos en canoa y viajes de campamento con su padre y sus hermanos, durante los cuales se despertó su interés por los fósiles. Su familia también alentaba el pensamiento académico y la búsqueda del conocimiento científico, dándole una base sólida para alcanzar su deseo de convertirse en geóloga.
Inició sus estudios en la Universidad Victoria de Cobourg en 1901, llevando materias que no le apasionaban, como lenguas vivas e historia. Dejó sus estudios en el último año debido a su mala salud, pero tiempo después fue contratada por la división de Mineralogía del Museo de la Universidad de Toronto, comenzando así su carrera en Geología. Más tarde completó su carrera y fue contratada para un puesto permanente como técnico de museo en el Servicio Geológico de Canadá (GSC) en 1909.
Wilson insistió durante siete años en su trabajo para que le concedieran tiempo libre y así poder continuar con sus estudios. La Federación Canadiense de Mujeres Universitarias le otorgó una beca para realizar sus estudios de posgrado en la Universidad de Chicago. Obtuvo el doctorado en Geología en 1929.
Mientras estaba en el GSC, no pudo participar en el trabajo de campo que requería vivir en campamentos con hombres en regiones remotas, lo que resultaba impensable en esa época. En cambio creó su propio nicho e hizo trabajo de campo en sitios locales en el área de Ottawa. Durante los siguientes cincuenta años estudió esta área a pie, en bicicleta y finalmente en automóvil. El GSC publicó los resultados de su trabajo de campo en 1946 y su libro Geology of the St. Lawrence Lowland, Ontario and Quebec fue la primera publicación geológica importante sobre el área. Además de una discusión exhaustiva de la geología de la zona, Wilson cubrió en su obra los recursos económicos del área, incluida la piedra para construcción, la arena, la grava y el agua potable.
Con el tiempo se convirtió en un miembro respetado del GSC y mentor de muchos geólogos jóvenes. Se retiró a la edad de 65 años, como lo exigía la ley, sin embargo mantuvo su oficina en el GSC y continuó trabajando hasta su muerte en 1964. Wilson fue además profesora de Paleontología en el Carleton College (más tarde Universidad de Carleton) de 1948 a 1958. Carleton la reconoció como geóloga y como maestra inspiradora con un título honorario en 1960.
También fue una excelente comunicadora y trabajó para dar a conocer la Geología a un público más amplio. Escribió un libro para niños, The Earth Beneath our Feet, con el objetivo de fomentar un conocimiento más extenso y el interés en la ciencia que tanto le apasionaba.

## Premios y reconocimientos
Wilson fue persona de muchas primicias impresionantes. Fue la primera mujer geóloga contratada por el Servicio Geológico de Canadá (1909), la primera mujer canadiense admitida en la Sociedad Geológica de los Estados Unidos (1936) y la primera mujer miembro de la Royal Society of Canada (1938).
Cuando el gobierno de Richard Bedford Bennett buscaba honrar a una mujer en el servicio civil federal en 1935, Wilson fue elegida para convertirse en miembro de la Orden del Imperio Británico. Además, la Royal Society of Canada estableció los Premios Alice Wilson para mujeres académicas emergentes en 1991 y fue incluida en el Salón de la Fama Canadiense de Ciencias e Ingeniería en 2005.

## Obra
Entre sus obras se encuentran:
- Geology of the Ottawa-St. Lawrence lowland, Ontario and Quebec (1946)
- Miscellaneous classes of fossils: Ottawa formation, Ottawa-St. Lawrence Valley (1948)
- Gastropoda and Conularida of the Ottawa formation of the Ottawa-St. Lawrence lowland (1951)